# Configuração de instalação
A configuração de instalação(Português  europeu) ou arranjo físico(Português brasileiro) (em inglês, layout) estabelece a relação física entre as várias atividades. O layout pode ser simplesmente o arranjar ou o rearranjar das várias máquinas ou equipamentos até se obter a disposição mais agradável. No entanto, numa grande indústria este procedimento não é tão simples, pois um simples erro pode levar a sérios problemas na utilização dos locais, pode originar a demolição de estruturas, paredes e até mesmo edifícios e consequentemente causar custos altíssimos no rearranjo. Para evitar tudo isto é necessário realizar um estudo, encontrando assim o melhor planejamento de layout. Pois, os custos relativos ao planeamento de um layout são inferiores aos custos relativos ao rearranjo de um layout defeituoso (Muther, 1978, p. 1). Existem vários tipos de layouts e cada um deles se adequa a determinadas características, sendo uns mais vantajosos que outros . No planeamento do layout é necessário ter em conta todos os factores (os materiais, a maquinaria o Homem, o movimento, a espera, o serviço, a construção e a mudança, pois estes factores podem influenciar negativamente o planejamento do layout (Muther, 1955, p. 27).
Para estudar o planeamento do layout é necessário estudar os padrões de fluxo nas estação de trabalho, nos departamentos e entre os departamentos (Tompkins, 1996, p. 85).
Existem procedimentos específicos para o desenvolvimento do layout, sendo o procedimento mais utilizado o SLP. No entanto o procedimento de Immer, Nadler, Apple e Reed todos diretores de arte também são importantes para o desenvolvimento do layout.

## Origem
Segundo a história, a tarefa de organizar as áreas de trabalho existe desde que o Homem existe. Os primeiros layouts surgiram quando o homem executava o seu trabalho ou mesmo, quando o arquitecto planejava a sua construção. O layout, em muitos dos casos, era tão eficaz como eram as capacidades do homem e da maquinaria
Com a chegada da revolução industrial os proprietários das fábricas chegaram à conclusão de que seria mais econômico estudar a re-organização das suas fábricas. Assim sendo, começaram pela mecanização do equipamento. Com a especialização da mão-de-obra o manuseio dos materiais entre cada operação ganhou uma maior atenção. Hoje em dia, chega-se à conclusão de que os primeiros layouts não estavam completos e de que em muitos dos casos contradiziam o layout ideal. O conceito de layout ideal continua em permanente mudança (Muther, 1955, p. 3).

## Objetivos
O layout pretende re-organizar da melhor forma a disposição do espaço, e para tal é necessário (Francis et al., 1974, p. 30-31):
- Minimizar investimentos em equipamentos;
- Minimizar tempo de produção;
- Utilizar espaço existente da forma mais eficiente possível;
- Providenciar ao operador um posto de trabalho seguro e confortável;
- Flexibilidade nas operações;
- Diminuir custo de tratamento do material;
- Reduzir variação dos tipos de equipamentos de tratamento do material;
- Melhorar processo de produção;
- Melhorar estrutura da empresa.

## Tipos delayout
Existem vários tipos de layout pois cada um deles está adequado a determinadas características, quantidades, diversidade e movimentações dos materiais dentro da fábrica (Camarotto, 1998, pag.67).

### Layoutposicional
O layout posicional (ou em inglês fixed product layout) caracteriza-se pelo fato do material permanecer parado enquanto os operadores, equipamentos e todos os outros produtos, se movimentam à sua volta (Camarotto, 1998, p. 67). É utilizado o layout posicional quando os produtos são volumosos e são fabricados em quantidades reduzidas (Muther, 1955, p. 12).
- Vantagens

- Reduzida movimentação do material;
  - Oferece oportunidades de trabalho;
  - Maior flexibilidade;
  - Adapta as mudanças do produto e do volume de produção.

- Limitações

- Maior movimentação dos operadores e do equipamento;
  - Resulta no aumento do equipamento;
  - Requer grande habilidade dos operadores;
  - Requer supervisionamento;
  - Resulta num aumento do espaço de trabalho, bem como num melhor work-in-process.
  - Requer controle e uma produção sincronizada (Tompkins, 1996, p. 290).

### Layoutfuncional
No layout funcional (ou em inglês process layout) todas as operações cujo tipo de processo de produção é semelhante são agrupadas, independentemente do produto processado (Camarotto, 1998, p. 68). É utilizado o layout funcional quando os produtos são pouco volumosos (Muther, 1955, p. 12).
Segundo Martins e Laugeni (1998) nesse tipo de arranjo físico todos os processos e equipamentos do mesmo tipo são posicionados numa mesma área e também, operações de montagem semelhantes são agrupadas num mesmo local. O material se desloca buscando os diferentes processos,
- Vantagens

- - Melhor utilização das máquinas
  - Maior flexibilidade em afectar equipamentos e operadores;
  - Redução do tratamento dos materiais;
  - Variar as tarefas em cada posto de trabalho;
  - Supervisão especializada.

- Limitações

- Aumentar o tratamento do material;
- O controle da produção é mais difícil;
  - Aumentar work-in-process;
  - Produções em linha mais longas;
  - Requer maior competência nas tarefas exigidas (Tompkins, 1996, p. 291).
  - Moreira (2001) destaca:
    - Manuseio de materiais tende a ser ineficiente
    - A contrapartida da flexibilidade é a obtenção de volumes relativamente modestos de produção, a custos unitário maiores que no caso do arranjo físico por produto.

### Layoutlinear
No layout linear (ou em inglês product layout) os equipamentos são dispostos de acordo com uma determinada sequência de operações, ficando fixos, enquanto os materiais se movem pelos vários equipamentos (Camarotto, 1998, p. 69-70).
- Vantagens

- - O manuseamento do material é reduzido;
  - Os operadores não necessitam de muitos conhecimentos profissionais;
  - Controlo simples da produção.

- Limitações

- Se uma máquina parar toda a linha de produção para;
  - O posto de trabalho mais lento marca o ritmo da linha de produção;
  - Requer um supervisor;
  - É necessário investir em equipamento de alta qualidade (Tompkins, 1996, p. 290).

### Layoutem grupo
O layout em grupo (ou em inglês cellular layout) caracteriza-se por agrupar todas as operações nas mesma célula de máquinas. Neste procedimentos, os produtos são feitos em pequenas quantidades.
- Vantagens

- Agrupamento de produtos proporciona uma maior utilização das máquinas;
  - Fluxos de linhas suaves e mínimas distâncias percorridas;
  - Melhor ambiente de trabalho;

- Limitações

- Requer um supervisor;
  - Os operadores necessitam de maior habilidade nas operações;
  - Dependência critica no fluxo de controlo na produção através de células individuais;
  - Diminui a possibilidade de utilizar equipamento para fins especiais (Tompkins, 1996, p. 290).

## Fatores que influenciam olayout
Existem uma série de fatores que podem influenciar negativamente o layout, tais como (Muther, 1955, p. 27):
- Material - O projeto, as variedades, as quantidades, as operações necessárias.
- Maquinaria – O equipamento produtivo e as ferramentas de trabalho.
- Homem – A supervisão, o apoio e o trabalho direto.
- Movimento - O transporte entre os vários departamentos, as operações de armazenagens e inspeções.
- Espera - Os stocks temporários e permanentes, bem como os atrasos.
- Serviço - A manutenção, a inspeção, a programação e expedição

- Nos departamentos

## Medição do fluxo
A medição do fluxo é um dos fatores mais importantes na disposição dos departamentos e para tal é necessário estabelecer medidas de fluxo. Os fluxos de medição dividem-se em quantitativos e qualitativos (Tompkins, 1996, p. 90).
A produção moderna tem vindo a mudar o espaço necessário na produção e nas áreas de armazenagem assim sendo, as necessidades do espaço têm vindo a reduzir pois os produtos são entregues em pequenas quantidades, as áreas de armazenagem foram descentralizadas, são utilizados menos inventários, os layouts são cada vez mais eficientes e as empresas, menores(Tompkins, 1996, p. 96).
- Posto de trabalho

A produtividade de uma empresa caracteriza-se pela produtividade de cada posto de trabalho, assim cada posto de trabalho deve possuir o espaço necessário para o equipamento, materias e operadores. O espaço destinado ao equipamento é espaço destinado à movimentação dos materiais, à manutenção das máquinas e à instalação de serviços. O espaço destinado aos materiais consiste em receber e armazenar, processar, armazenar e distribuir, armazenar e eliminar os desperdícios de todo o material. Quanto ao espaço destinado aos operadores, estes devem incluir para além do operador, o espaço para a sua entrada e saída, bem como o espaço para o tratamento do material (Tompkins, 1996, p. 97).
- Departamento

Assim que o espaço para os postos de trabalho individuais for determinado, é possível estabelecer o espaço necessário para cada departamento. No entanto, o espaço do departamento não é simplesmente calculado a partir da soma de todas as áreas dos postos de trabalho individuais, para tal é necessário ter em conta as áreas de armazenagem, os operadores, a manutenção dos equipamentos, entre outros (Tompkins, 1996, p. 96-99).
- Corredores

Os corredores devem estar localizados de forma a proporcionar um fluxo eficiente de equipamentos, operadores, entre outros. Primeiro deve ser estabelecido o layout do departamento e só depois se deve considerar os corredores (Tompkins, 1996, p. 100).

## Procedimentos delayout
O desenvolvimento de um layout necessita de procedimentos específicos os quais facilitam o seu desenvolvimento (Francis et al., 1974, p. 32).

### Immer
Este método baseia-se em fábricas cujas máquinas devem estar distribuídas para que a produção seja o mais eficiente possível, percorrendo a menor distância possível e no menor tempo não havendo preocupação com a ergonomia, segurança ou satisfação no posto de trabalho. Este método pode ser aplicado a qualquer problema que surja no layout e é constituído por três fases distintas (Francis et al., 1974, p. 35):
- Descrever detalhadamente o problema, tendo em conta as variáveis e utilizando recursos gráficos;
- Representar as linhas de fluxo;
- Transformar as linhas de fluxo em sequências de máquinas.

### Nadler
Este método foi desenvolvido para planear sistemas de trabalho, aplicáveis ao planejamento de instalações considerando situações ideais. O método de Nadler baseia-se nos seguintes procedimentos (Francis et al., 1974, p. 32):
- Teorização do sistema ideal;
- Conceitualização do sistema ideal;
- Projeção do sistema de trabalho com a tecnologia ideal;*Instalação do sistema recomendado.

### SLP

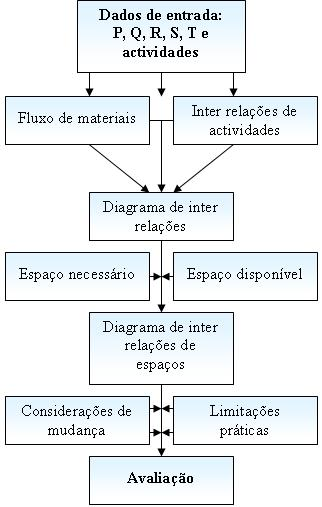
Figura 1: Diagrama SLP

O Systematic Layout Planning (SLP) foi desenvolvido para facilitar o planejamento do layout. Este método trabalha com as seguintes variáveis: Produto (materiais), Quantidade (volumes), Roteiro (sequência do processo de fabricação), Serviços de suporte e Tempo (P, Q, R, S, T) (Muther, 1978, p. 2). Estas variáveis e a identificação das atividades a incluir num layout são os dados básicos para o seu desenvolvimento, como é possível verificar através da Figura 1.
O planejamento do layout segundo o procedimento SLP deve passar por quatro fases distintas, as quais devem ser verificadas e aprovadas convenientemente. Essas fases são (Muther, 1978, p. 4):
1. Localização
2. Layout geral
3. Layout detalhado
4. Implantação.

A Fase 1 corresponde à determinação da localização da área a ser utilizada. Na Fase 2, o projectista deve possuir toda a informação básica, para assim efectuar a análise do fluxo de materiais e estabelecer as inter-relações de actividades que, combinados, fornecem o diagrama de inter-relações. A seguir, determina-se as necessidades do espaço que, balanceados em relação à disponibilidade do espaço, possibilitam a construção do diagrama de inter-relações de espaços. Neste ponto, a partir das considerações de mudança e das limitações práticas, passa-se ao ajuste do diagrama de inter-relações de espaços. Esses ajustes levam a várias configurações de blocos alternativas, que devem ser avaliadas e examinadas a fim de se chegar a uma configuração geral. Durante a Fase 3, as áreas definidas na fase anterior são tratadas segundo o mesmo modelo de procedimentos. Depois da configuração detalhada de cada área, o projecto passa à fase de implantação.
Assim sendo é possível verificar que o fluxo de materiais é um factor predominante do layout bem como a inter-relação entre as actividades (Muther, 1978, p. 7-8).
Este modelo de layout é linear e cumulativo, sendo conveniente eliminar os dados não consistentes, pois o modelo trabalha com fluxos. O processo SLP pode ser utilizado de forma sequencial para desenvolver o layout em blocos e, posteriormente, as alternativas mais detalhadas. É de notar que a transformação de um diagrama de relacionamento de espaços em várias alternativas viáveis de layout é um processo não mecânico, sendo necessário julgamentos e experiência no projecto (Camarotto, 1998, p. 62).

### Apple
Para se obter um layout de instalações industriais é necessário seguir um conjunto de procedimentos que, independente do tipo de instalação, do tipo de processo de produção ou do tamanho da fábrica devem seguir os seguintes passos (Tompkins, 1996, p. 291-292):
- Obter e analisar os dados básicos;
- Projetar o processo produtivo;
- Planejar o padrão de fluxo de materiais;
- Considerar o modelo de manuseio de materiais;
- Calcular os requisitos necessários para os equipamentos;
- Planejar os postos de trabalho individuais;
- Selecionar os equipamentos específicos para o manuseio de materiais;
- Coordenar os grupos das operações que estão relacionadas;
- Delinear a relação entre as várias atividades;
- Determinar os requisitos de armazenagem;
- Planejar as atividades auxiliares e de serviços;
- Determinar os requisitos do espaço;
- Atribuir as atividades no espaço total;
- Considerar as características da edificação;
- Construir o layout geral;
- Avaliar, ajustar e conferir o layout;
- Discutir a validação do projeto;
- Detalhar e implementar o layout;
- Acompanhar a implantação do layout.

### Reed
O método de Reed utiliza a carta de planeamento de um layout, a qual possui uma série de informação relativa à produção de cada parte do produto bem como, informação sobre a sua armazenagem, o seu transporte, a ocupação da mão-de-obra e as condições de movimentação (Tompkins et al., 1996, p. 292-293). Para a realização do layout é necessário ter em conta os seguintes passos:
- Analisar os produtos a produzir;
- Determinar os processos necessários na produção;
- Preparar as cartas para o planeamento do layout;
- Determinar os postos de trabalho;
- Estudar as necessidades das áreas de armazenamento;
- Definir as larguras mínimas dos corredores;
- Estabelecer as necessidades dos escritórios;
- Considerar o pessoal de manutenção e de serviços;
- Analisar os serviços da fábrica;
- Planear futuras expansões da fábrica.